# Albert Counson
Albert Counson (Francorchamps, le 8 mars 1880 - Liège, le 15 août 1933) est un académicien belge et un militant wallon.

## Biographie
Albert Counson est l'élève de Godefroid Kurth et Maurice Wilmotte à l'Université de Liège. Il fait divers voyages à l'étranger, devient professeur ordinaire à l'université de Gand, chargé des cours de littérature romane. Il devient membre de l'Académie royale de langue et de littérature françaises en 1922, doyen de la faculté de philosophie et lettres de l'université de Gand. Déjà plongé dans le désarroi par la Première Guerre mondiale, cet admirateur de l'Allemagne est en outre secoué par la flamandisation de l'université de Gand. Il représenta Verviers à l'Assemblée wallonne, de 1920 à 1933.

## Source
- Encyclopédie du Mouvement wallon, tome I, p. 380